# Antilská biskupská konference

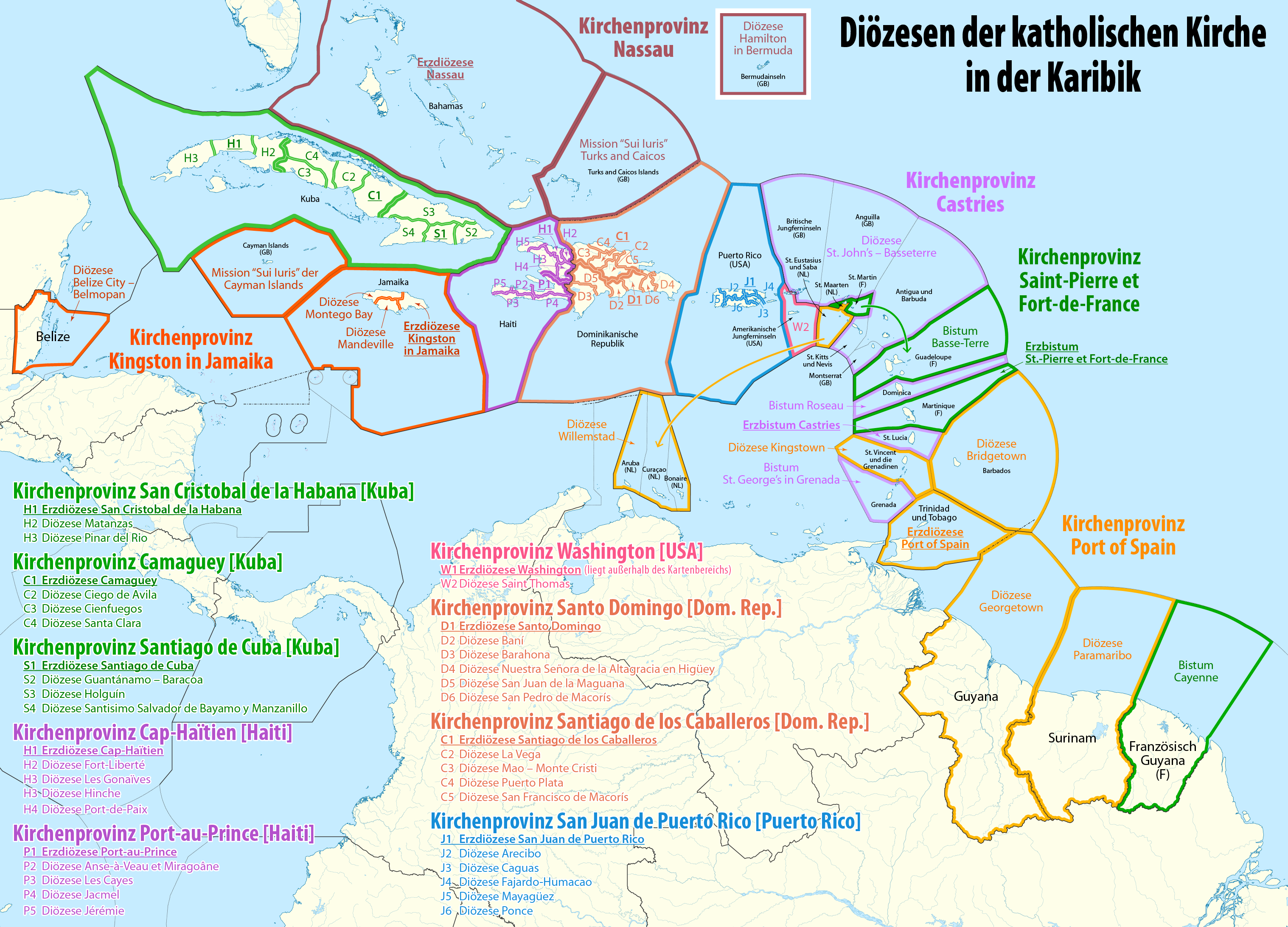
mapa územní působnosti antilských arcidiecézí a diecézí

Antilská biskupská konference je římskokatolickou biskupskou konferencí s územní působností v regionu celého Karibiku (vyjma států Kuba, Haiti a Dominikánská republika), ale i v Belize (Střední Amerika) a v Surinamu a Guyaně (Jižní Amerika). 

## Územní vymezení
Spadá pod ní 13 nezávislých států, 6 britských zámořských území, 3 francouzské zámořské regiony a 2 zámořská společenství, 3 země Nizozemského království a 3 zvláštní obce Nizozemska. 

## Členské arcidiecéze a diecéze
Následující tabulka zachycuje členské subjekty (kromě jednotlivých diecézí i 2 misie sui iuris) - stav v lednu 2015. 
| (Arci)diecéze                               | Územní působnost                                                                         |
| Církevní provincie Castries                 | Církevní provincie Castries                                                              |
| ------------------------------------------- | ---------------------------------------------------------------------------------------- |
| Arcidiecéze Castries                        | Svatá Lucie                                                                              |
| Diecéze Roseau                              | Dominika                                                                                 |
| Diecéze Saint George's                      | Grenada                                                                                  |
| Diecéze Saint John's – Basseterre           | Antigua a Barbuda, Svatý Kryštof a Nevis, Montserrat, Anguilla, Britské Panenské ostrovy |
| Církevní provincie Kingston                 |                                                                                          |
| Arcidiecéze Kingston                        | Jamajka                                                                                  |
| Diecéze Belize City-Belmopan                | Belize                                                                                   |
| Diecéze Mandeville                          | Jamajka                                                                                  |
| Diecéze Montego Bay                         | Jamajka                                                                                  |
| misie sui iuris na Kajmanských ostrovech    | Kajmanské ostrovy                                                                        |
| Církevní provincie Nassau                   |                                                                                          |
| Arcidiecéze Nassau                          | Bahamy                                                                                   |
| Diecéze Hamilton                            | Bermudy                                                                                  |
| misie sui iuris na ostrovech Turks a Caicos | Turks a Caicos                                                                           |
| Církevní provincie Port of Spain            |                                                                                          |
| Arcidiecéze Port of Spain                   | Trinidad a Tobago                                                                        |
| Diecéze Bridgetown                          | Barbados                                                                                 |
| Diecéze Georgetown                          | Guyana                                                                                   |
| Diecéze Kingstown                           | Svatý Vincenc a Grenadiny                                                                |
| Diecéze Paramaribo                          | Surinam                                                                                  |
| Diecéze Willemstad                          | Aruba, Curaçao, Svatý Martin, Karibské Nizozemsko                                        |
| Církevní provincie Fort-de-France           |                                                                                          |
| Arcidiecéze Saint-Pierre a Fort-de-France   | Martinik                                                                                 |
| Diecéze Basse-Terre                         | Guadeloupe, Svatý Bartoloměj, Svatý Martin                                               |
| Diecéze Cayenne                             | Francouzská Guyana                                                                       |
| pozorovatel                                 |                                                                                          |
| Diecéze St. Thomas                          | Americké Panenské ostrovy                                                                |